# داني سيمونز
داني سيمونز (بالإنجليزية: Danny Simmons)‏ هو رسام أمريكي، ولد في 17 أغسطس 1953.

## وصلات خارجية
- داني سيمونز على موقع IMDb (الإنجليزية)